# Door Steyaert
Isidorus (Door) Steyaert (Leopoldsburg, 28 december 1936 – Pelt, 4 oktober 2021) was een Belgisch politicus voor de CVP en vervolgens de CD&V.

## Levensloop
Van 1971 tot 2000 was hij burgemeester van Leopoldsburg (ook wel 't Kamp genoemd). Daarna kreeg hij de titel ereburgemeester.
Hij was 53 jaar lang lid van de Kampse gemeenteraad. Echter sinds 1976 maakt ook Heppen als deelgemeente deel uit van de gemeente Leopoldsburg'. Hij werd aldus ook de eerste fusie-burgemeester.
Steyaert overleed op 84-jarige leeftijd in een ziekenhuis in Pelt.